# Matsukata Masayoshi
Det här är en artikel om en person med japanskt personnamn; Matsukata är familjenamnet.
Matsukata Masayoshi, född den 25 februari 1835 i nuvarande Kagoshima, död den 2 juli 1924, var en japansk stats- och finansman.
Matsukata tillhörde en samurai-familj i Satsumaprovinsen, blev efter 1868 års omvälvning guvernör i provinsen Tosa samt 1874 vice finansminister, studerade som Japans främste representant vid Parisutställningen 1878 grundligt det europeiska finansväsendet, var en tid 1880 inrikesminister samt 1881-92 finansminister.
Genom besparingar i förvaltningen, inrättandet av en japansk riksbank (1882) och hejdandet av det oförsiktiga utsläppandet av pappersmynt i massa lyckades Matsukata avvärja en hotande statsbankrutt. Sin finansreform krönte han 1897 med att genomdriva Japans övergång till guldmyntfoten. Han var maj 1891-juli 1892 och september 1896-december 1897 premiärminister samtidigt med, att han innehade finansportföljen, som även anförtroddes honom i Yamagata Aritomos ministär (oktober 1898-oktober 1900). Även senare utövade han som medlem av riksrådet (genrō') starkt inflytande på Japans politik och i synnerhet dess finansväsen. Matsukata besökte USA, Storbritannien och Tyskland 1902, blev 1884 greve och upphöjdes 1907 till markis. Han har utgivit Report on the post-bellum finance administration of Japan, 1896-1900 (1901).
Matsukatas namn förknippas med Japans snabba finansiella utveckling under 1800-talets sista decennier. Han gjorde även viktiga insatser för den japanska industrins framsteg och risexportens snabba utveckling.